# Daniel Słyś
Daniel Wojciech Słyś – profesor nauk technicznych, inżynier, wynalazca, specjalista w zakresie inżynierii środowiska i infrastruktury technicznej miast.

## Życiorys
W latach 1996–2001 odbył studia na kierunku inżynieria środowiska o specjalności inżynieria komunalna na Wydziale Budownictwa, Inżynierii Środowiska i Architektury Politechniki Rzeszowskiej im. Ignacego Łukasiewicza.
Od roku 2002 jest pracownikiem Politechniki Rzeszowskiej im. I. Łukasiewicza. W latach 2010–2012 pracował dodatkowo na stanowisku profesora w Państwowej Wyższej Szkole Zawodowej w Krośnie (obecnie: Państwowa Akademia Nauk Stosowanych w Krośnie).
W roku 2004 po publicznej obronie rozprawy „Modelowanie wielokomorowych zbiorników grawitacyjno-pompowych” napisanej pod kierunkiem prof. dr hab. inż. Józefa Dziopaka, uzyskał stopień doktora nauk technicznych w dyscyplinie inżynieria środowiska na Wydziale Geodezji Górniczej Inżynierii Środowiska Akademii Górniczo-Hutniczej w Krakowie.
Na podstawie dorobku naukowego i rozprawy habilitacyjnej nt. „Retencja zbiornikowa i sterowanie dopływem ścieków do oczyszczalni” w roku 2011 uzyskał stopień doktora habilitowanego w dziedzinie inżynieria środowiska nadany mu przez Wydział Inżynierii Środowiska Politechniki Wrocławskiej.
W roku 2018 na wniosek Rady Wydziału Geodezji Górniczej i Inżynierii Środowiska Akademii Górniczo-Hutniczej w Krakowie otrzymał z rąk Prezydent RP tytuł naukowy profesora nauk technicznych.

## Funkcje
Od roku 2017 jest kierownikiem Katedry Infrastruktury i Gospodarki Wodnej Politechniki Rzeszowskiej.
Od roku 2019 pełni funkcję Przewodniczącego Rady Dyscypliny Inżyniera Środowiska, Górnictwo i Energetyka na Politechnice Rzeszowskiej.
Pełnił funkcję członka wybieralnego Rady Wydziału Budownictwa Uniwersytetu Technicznego w Koszycach (Słowacja).
Członek Senatu Politechniki Rzeszowskiej w kadencji 2020-2024 i 2024-2028.
Jest członkiem rad programowych i komitetów naukowych wielu konferencji naukowych.

## Dorobek naukowy
Zainteresowania naukowe skupiają się wokół zagadnień dotyczących rozwoju konstrukcji i metodologii projektowania innowacyjnych rozwiązań urządzeń i obiektów stosowanych w instalacjach i systemach infrastrukturalnych miast, zrównoważonej gospodarki wodnej, odzysku ciepła odpadowego i modelowania infrastruktury technicznej miast.
Jest autorem i współautorem kilkunastu monografii naukowych i podręczników akademickich m.in. „Zrównoważone systemy odwodnienia miast”, „Retencja i infiltracja wód deszczowych”, „Odzysk ciepła odpadowego w instalacjach i systemach kanalizacyjnych”, „Optymalizacja w projektowaniu kanalizacyjnych zbiorników retencyjnych”, „Instalacje ekologiczne w budownictwie mieszkaniowym” oraz licznych publikacji w międzynarodowych czasopismach naukowych m.in. Science of the Total Environment, Energies, Journal of Hydrology, Energy, Journal of Clean Production, Energy and Buildings, Tunnelling and Underground Space Technology, Water Recycling and Water Management, Water, Resources i Journal of Building Engineering.
Jest autorem i współautorem ponad czterdziestu patentów z zakresu infrastruktury technicznej miast oraz rozwiązań energooszczędnych, a także kilkudziesięciu ich wdrożeń.
Jest pomysłodawcą oraz twórcą rozwiązania technicznego, a także metodologii projektowania Kanałów retencyjnych stosowanych w celu okresowego magazynowania ścieków i wód w systemach kanalizacyjnych i odwodnieniowych oraz spowalniania ich spływu do odbiorników i oczyszczalni ścieków jako alternatywy dla stosowania zbiorników  retencyjnych. Opracował rozwiązania kanałów retencyjnych dla wielu polskich miasta m.in. Rzeszowa, Mielca, Katowic, Wrocławia.
Jest członkiem międzynarodowych stowarzyszeń naukowych.

## Działalność promotorska
Jest promotorem siedmiu prac doktorskich w kraju i zagranicą z zakresu: oceny i zarządzania ryzykiem powodzi, modelowania systemów odwodnieniowych, retencji wód opadowych, optymalizacji innowacyjnych zbiorników kanalizacyjnych, odzysku ciepła odpadowego, generacji wodoru na potrzeby stabilizacji systemu energetycznego.

## Nagrody i odznaczenia
Jego rozwiązania patentowe były wielokrotnie prezentowane i nagrodzone kilkudziesięcioma medalami i nagrodami na międzynarodowych wystawach wynalazków m.in. Brussels-Innova, International Exhibition of Inventions Geneva, Seoul International Invention Fair, Moscow International Salon of Inventions and Innivative Technologies.
W roku 2015 został uhonorowany przez Stowarzyszenie Polskich Wynalazców i Racjonalizatorów honorowym medalem im. Tadeusza Sendzimira za działalność innowacyjną w zakresie inżynierii lądowej.
Za działalność naukową i innowacyjną otrzymał kilkanaście nagród Rektora Politechniki Rzeszowskiej i nagród Ministra Nauki i Szkolnictwa Wyższego za międzynarodowe osiągnięcia wynalazcze.
W roku 2011 otrzymał Srebrny Krzyż Zasługi.

## Publikacje książkowe
"Modelowanie zbiorników klasycznych i grawitacyjno-pompowych w kanalizacji".  Oficyna Wydawnicza Politechniki Rzeszowskiej. Rzeszów, 2007.
„Retencja zbiornikowa i sterowanie dopływem ścieków do oczyszczalni”. Monografia Komitetu Inzynierii Środowiska Polskiej Akademii Nauk, Lublin 2009.
„Zrównoważone systemy odwodnienia miast”. Dolnośląskie Wydawnictwo Edukacyjne, Wrocław 2012
„Odzysk ciepła odpadowego w instalacjach i systemach kanalizacyjnych”. Wydawnictwo "KaBe", Krosno 2013.
„Retencja i infiltracja wód deszczowych”. Oficyna Wydawnicza Politechniki Rzeszowskiej. Rzeszów, 2015.
„Optymalizacja w projektowaniu kanalizacyjnych zbiorników retencyjnych”. Oficyna Wydawnicza Politechniki Rzeszowskiej. Rzeszów, 2015.
„Instalacje ekologiczne w budownictwie mieszkaniowym”. Wydawnictwo "KaBe", Krosno 2016.
"Zielone dachy i ściany - projektowanie, wykonawstwo, użytkowanie".  Wydawnictwo "KaBe", Krosno 2019.